# 동로마-조지아 전쟁
동로마-조지아 전쟁은 11세기 동안에 벌어진 연속적인 충돌들을 통틀어서 일컬으며, 주로 동로마-조지아-아르메니아의 국경지대에 있는 여러 전략적인 지역들에서 벌어졌다. 그 영토들 중 대부분은 바실리오스 2세 황제가 바르다스 스클레루스(987/979년) 장군의 반란에 대항한 전투에서 결정적인 원조를 받았던 타오의 다비트 3세에게 보상으로 수여했다. 그러나, 다비트는 바르다스 포카스가 이끄는 또 다른 귀족의 반란을 원조했고 그 반란은 980년대에 실패로 끝났다. 그 결과, 다비트는 그의 공국 영토를 바실리오스 2세를 유산 수령자로 하여 넘겨주기를 강요받았다. 그 조약은 다비트가 그의 양자로 입양한 후계자 압하스의 바그라트에 의해 앞선 협정으로 무효화되었다. 1000년 초반에 다비트가 죽자, 바실리오스는 그의 상속 영토들인 타오 테오도시오폴리스(카르누, 아카 카린: 오늘날의 에르주룸), 파시아네 그리고 만지케르트의 도시가 있는 반 호수 지역(아파후니크)를 동로마 제국에 합병시켰다. 이듬해에, 바그라트의 친부인 조지아의 구르겐 왕자가 다비트의 상속 영토들을 점령하기 위해서 진군했지만, 안티오케이아의 둑스인 동로마의 니케포로스 우라노스 장군이 그를 훼방 놓았다. 그러한 방해들에도 불구하고, 바그라트는 1008년에 통일 조지아 왕국의 첫 번째 왕이 되었다. 그는 1014년에 죽었고 그의 아들인 게오르게 1세가 그를 계승해서 동로마 손아귀에 있는 타오의 영토들을 찾아 오기 위한 다년간의 투쟁을 하게 되었다.

## 바실리오스 2세의 조지아 군사 작전

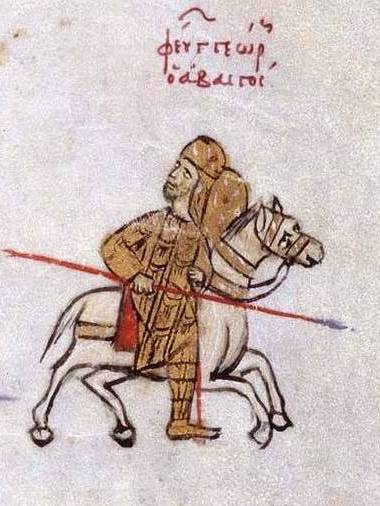
조지아의 왕 게오르게 1세가 그려진 그림의 일부. 동로마의 바실리오스 황제와 정면 대결하고 있다.

게오르게 1세는 1014년에 타오와 파시아네를 침입하고 점령했다. 바실리오스는 불가리아에 대항하는 그의 군사 작전과 뒤섞어, 조지아인들을 격퇴하기 위해서 군대를 파병했다. 그 군대는 결정적으로 패배했지만, 동로마 해군이 조지아의 통치 영토 북-서쪽의 후방에 있는 하자르족의 항구를 점령했다. 1018년에 한때 불가리아와 완전한 합병이 이뤄져서, 대-규모 군사 작전들을 준비하기 위해 훈련소가 만들어졌고, 테오도시오폴리스의 재-요새화가 시작되었다. 1021년 가을, 바랑인 근위대가 합세함으로 보강된 대규모의 동로마 제국 군대는 파시아네를 되찾고 타오의 전방에서 조지아 내부 지역을 압박하며, 조지아와 그들의 아르메니아 동맹들을 공격했다. 게오르게 왕은 올티시가 적의 손아귀에 들지 않도록 불태웠고 콜라로 후퇴했다. 11월 9일, 팔라카지오 호수(오늘날 터키 칠디르)에서 시림니 마을 인근에서 벌어진 전투는 피로 물들었다. 황제는 값비싼 승리를 거뒀고, 게오르게 1세는 억지로 북쪽에서 그의 왕국으로 후퇴해야 했다. 바실리오스는 그 나라를 약탈할 수단으로 트라페주스로 후퇴하여 겨울을 났다. 충돌에 대한 협상을 하려는 노력들은 허사가 됐다. 그 사이에 게오르게는 카케티에서 증원군을 받아 군대를 보강했고, 동로마의 지휘관인 니케포루스 포카스와 제국의 후방에서 반란이 수포로 돌아갔던 니케포루스 크시피아스 자진해서 동맹을 맺었다. 12월에 게오르게의 동맹인 아르메니아의 왕 바스푸라칸의 세네케림은 셀주크 투르크에게 시달려서 그의 왕국을 단념하고 제국에 넘겨줬다. 게오르게는 육지와 바다를 두루 으르며, 타오, 파시아네, 콜라, 아르타안, 자바케티를 손아귀에 넣었으며 그의 갓난 아기 바그라트를 바실리오스가 관리하는 볼모로 남겨놨다.

## 조지아의 내전
바그라트는 부친이 죽자 모국으로 돌아왔고 1027년에 조지아의 바그라트 4세 왕이 되었다. 그러나 클라르제티의 구르겐의 아들로 바그라트의 먼 사촌뻘 되는 데메트레가 이끄는 조지아 귀족들의 강력한 당파는 바그라트의 종주권 승인을 거부했으며 1028년에 동로마 군대를 끌어들였다. 동로마의 군대는 조지아의 국경 지대를 넘어와 클데카리를 크리알레티 지역에 있는 중요 요새에 투자했지만, 점령은 실패했고 샵셰티 지역으로 후퇴했다. 트베티의 지방 주교는 동로마에게 갈취당하는 지역을 지키기 위한 방위대를 조직하여 전술 변화를 꾀하여 그 책무를 완수했다. 그 무렵 콘스탄티누스 8세 황제는 조지아의 왕권을 무력으로 차지하기 위해 추방된 조지아 왕자 데메트리우스를 파견했고 그는 많은 사람들에게 왕위의 합법적인 사칭자라고 여겨졌다. 그러함은 바그라트와 그의 섭정인 미망인 여왕 바스푸라칸의 마리암에 대항하는 반란의 새로운 조수에 자극을 줬다. 1028년에 콘스탄티네가 죽고, 새로운 황제 로마누스 3세는 조지아에 있는 그의 군대를 다시 불러들였다. 마리암 여왕은 1029/1930년에 콘스탄티노플을 방문했고 양국 간의 평화 협정을 위해 교섭했다.

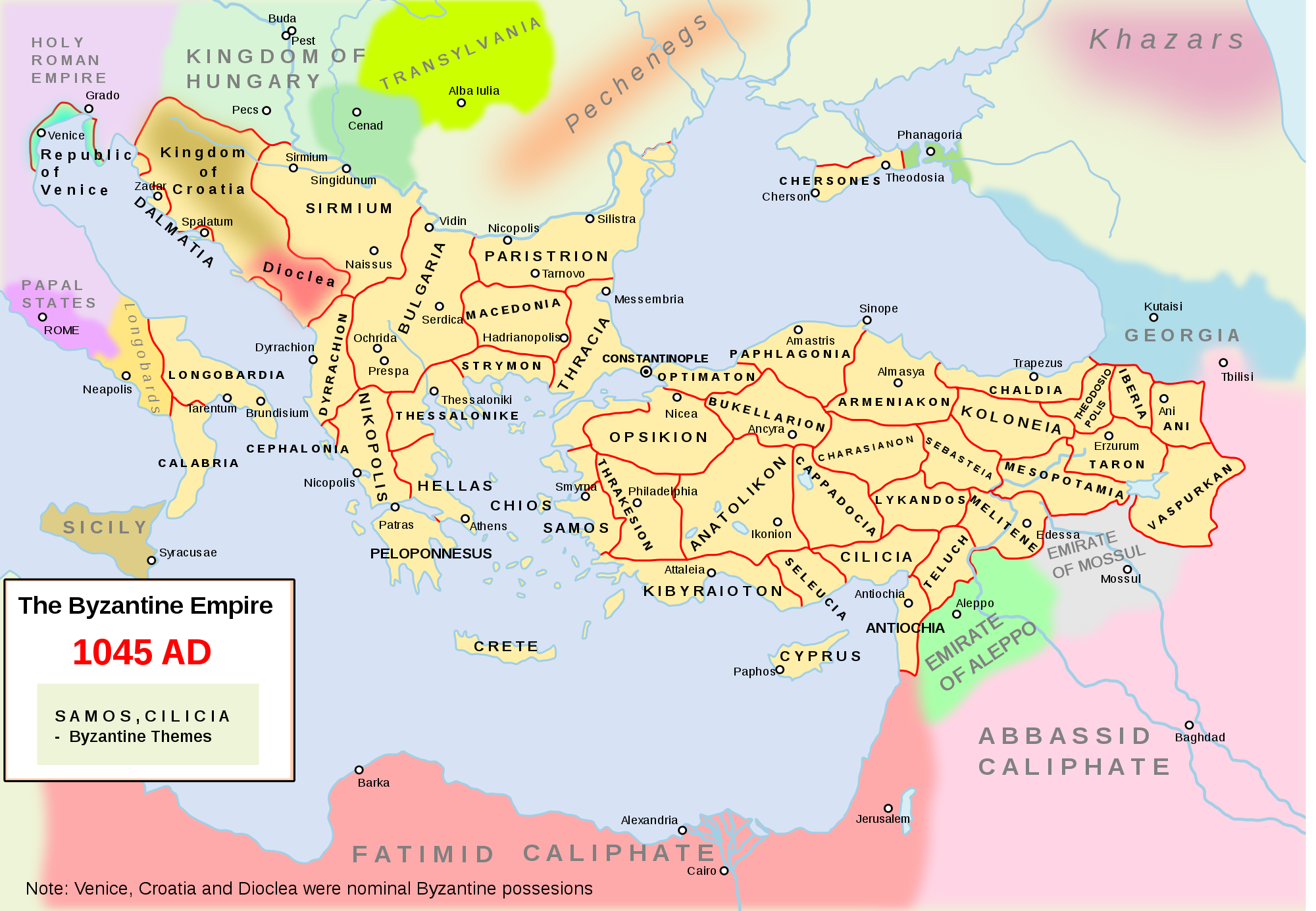
동로마 제국 시대 때의 조지아, 오른쪽 위의 연푸른색. 1045년.

1040년대 초반, 봉건주의인 반대 세력이 조지아의 바그라트 4세에 대항하여 또다른 반란을 일으켰다. 그 때의 반란군은 글데카리의 리파리트 4세 공작이 이끌었고 동로마의 원조를 요청했고 데페트리우스 왕자를 왕으로 옹립하려 했다. 그러나, 중요 요새인 아테니를 점령하려던 그들의 노력들은 허사로 돌아갔는데도 불구하고, 1024년에 리파리트와 동로마은 중대한 사시레티 전투에서 승리를 거둠으로 바그라트는 조지아 서부의 고지대에 있는 은신처로 피신할 수 밖에 없었다. 곧바로 바그라트는 콘스탄티노플로 떠났으며 동로마 왕실에서 3년 동안의 협상으로 바그라트의 복위를 위한 승인을 획득했다. 그는 1051년에 조지아로 되돌아와 리파리트를 유형에 처했다. 사실상, 동로마-조지아 충돌은 끝난 것이었다.

## 여파
바실리오스 2세에게 영토 손실을 겪었으나, 조지아의 왕들은 그들의 독립국을 유지하며 대부분의 조지아 영토들을 단일 왕국으로 통일하며 계승해 나갔다. 1070년대~1080년대로 가면서 영토들의 상당 부분들이 셀주크 투르크에게 정복된 제국에게 양도되었지만 조지의 다비트 4세 왕이 재점령했다. 그 당시에 두 기독교 왕국들 사이의 관계는 대개 평화로웠는데, 조지아의 타마르가 콘스탄티노폴리스에 대항하여 제4차 십자군의 잇점을 누리며 제국의 트라페주스 제국을 건립하려는 콤네누스를 돕기 위해 흑해 속국에 침입하던 1204년의 사건만은 예외였다.

## 같이 보기
- 타오-클라르제티